# سیارک ۸۱۵۶
سیارک ۸۱۵۶ (به انگلیسی: 8156 Tsukada، نامگذاری:1988TR) هشت هزار و صد و پنجاه و ششمین سیارک کشف شده‌است که در ۱۳ اکتبر ۱۹۸۸ کشف شد.
قدر مطلق سیارک برابر ۱۲٫۵۰ است.